# Rafael Santos Borré
Rafael Santos Borré Maury, né le 15 septembre 1995 à Barranquilla, est un footballeur international colombien jouant au poste d'attaquant au SC Internacional.

## Biographie

### En club
Le 1er mars 2015, il inscrit un triplé en championnat face au club de Millonarios.
Le 7 août 2017, Borré signe au River Plate.
Borré inscrit l'unique but du River durant la finale de Copa Libertadores perdue 2-1 face au Flamengo le 23 novembre 2019.

### En équipe nationale
Avec la sélection colombienne, il participe au Tournoi de Toulon 2014. Lors de la compétition, il inscrit un but face au Qatar.
Il joue ensuite le championnat des moins de 20 ans de la CONMEBOL en 2015. À cette occasion, il inscrit un but face au Chili, puis un autre face au Pérou. 
La même année, il prend part à la Coupe du monde des moins de 20 ans 2015 organisée en Nouvelle-Zélande. Lors de la compétition, il joue 4 matchs et inscrit un but face au Portugal. La Colombie est éliminée au stade des huitièmes de finale par les États-Unis est convoqué avec l'équipe de colombie  en mars 2016 mais reste sur le banc lors des rencontres amicales face au Bahreïn et au Koweït. Il revient plus de quatre ans plus tard, en septembre 2019. Il honore sa première sélection le 6 septembre 2019 en remplaçant Duván Zapata durant un match amical contre le Brésil.

## Statistiques

### Statistiques détaillées
| Saison                | Club                  | Championnat           | Championnat | Championnat | Championnat | Coupe(s) nationale(s) | Coupe(s) nationale(s) | Coupe(s) nationale(s) | Compétition(s) continentale(s) | Compétition(s) continentale(s) | Compétition(s) continentale(s) | Compétition(s) continentale(s) | Coupe du monde des clubs | Coupe du monde des clubs | Coupe du monde des clubs | Supercoupe UEFA | Supercoupe UEFA | Supercoupe UEFA | Total | Total | Total |
| Saison                | Club                  | Division              | M.          | B.          | P.d.        | M.                    | B.                    | P.d.                  | Comp.                          | M.                             | B.                             | P.d.                           | M.                       | B.                       | P.d.                     | M.              | B.              | P.d.            | M.    | B.    | P.d.  |
| 2013                  | Deportivo Cali        | D1                    | 2           | 0           | 0           | -                     | -                     | -                     | -                              | -                              | -                              | -                              | -                        | -                        | -                        | -               | -               | -               | 2     | 0     | 0     |
| 2014                  | Deportivo Cali        | D1                    | 7           | 3           | 2           | 6                     | 1                     | 0                     | -                              | -                              | -                              | -                              | -                        | -                        | -                        | -               | -               | -               | 13    | 4     | 2     |
| 2015                  | Deportivo Cali        | D1                    | 17          | 11          | 0           | 5                     | 5                     | 0                     | -                              | -                              | -                              | -                              | -                        | -                        | -                        | -               | -               | -               | 22    | 16    | 0     |
| Sous-total            | Sous-total            | Sous-total            | 26          | 14          | 2           | 11                    | 6                     | 0                     | -                              | 0                              | 0                              | 0                              | 0                        | 0                        | 0                        | 0               | 0               | 0               | 37    | 20    | 2     |
| 2015-2016             | Atlético Madrid       | Liga                  | 0           | 0           | 0           | -                     | -                     | -                     | -                              | -                              | -                              | -                              | -                        | -                        | -                        | -               | -               | -               | 0     | 0     | 0     |
| 2015                  | Deportivo Cali (prêt) | D1                    | 9           | 0           | 2           | -                     | -                     | -                     | -                              | -                              | -                              | -                              | -                        | -                        | -                        | -               | -               | -               | 9     | 0     | 2     |
| 2016                  | Deportivo Cali (prêt) | D1                    | 11          | 6           | 1           | 2                     | 0                     | 0                     | CL                             | 3                              | 0                              | 0                              | -                        | -                        | -                        | -               | -               | -               | 16    | 6     | 1     |
| 2016-2017             | Villarreal CF (prêt)  | Liga                  | 17          | 2           | 1           | 6                     | 0                     | 0                     | C1+C3                          | 2+7                            | 0+2                            | 1+0                            | -                        | -                        | -                        | -               | -               | -               | 32    | 4     | 2     |
| Sous-total            | Sous-total            | Sous-total            | 37          | 8           | 4           | 6                     | 0                     | 0                     | -                              | 12                             | 2                              | 1                              | 0                        | 0                        | 0                        | 0               | 0               | 0               | 55    | 10    | 5     |
| 2017-2018             | River Plate           | D1                    | 23          | 6           | 2           | 6                     | 2                     | 1                     | CL+CL                          | 2+4                            | 0                              | 0                              | -                        | -                        | -                        | -               | -               | -               | 35    | 8     | 3     |
| 2018-2019             | River Plate           | D1                    | 19          | 4           | 3           | 10                    | 4                     | 4                     | CL+CL+RS                       | 6+5+2                          | 3+0+0                          | 1+0+0                          | 2                        | 3                        | 0                        | -               | -               | -               | 44    | 14    | 8     |
| 2019-2020             | River Plate           | D1                    | 12          | 8           | 1           | 4                     | 1                     | 0                     | CL                             | 6                              | 3                              | 0                              | -                        | -                        | -                        | -               | -               | -               | 22    | 12    | 1     |
| Sous-total            | Sous-total            | Sous-total            | 54          | 18          | 6           | 20                    | 7                     | 5                     | -                              | 25                             | 6                              | 1                              | 2                        | 3                        | 0                        | 0               | 0               | 0               | 101   | 34    | 12    |
| 2021-2022             | Eintracht Francfort   | D1                    | 31          | 8           | 4           | 1                     | 0                     | 0                     | C3                             | 13                             | 4                              | 2                              | -                        | -                        | -                        | -               | -               | -               | 45    | 12    | 6     |
| 2022-2023             | Eintracht Francfort   | D1                    | 32          | 2           | 2           | 6                     | 1                     | 2                     | C1                             | 8                              | 0                              | 0                              | -                        | -                        | -                        | 1               | 0               | 0               | 47    | 3     | 4     |
| Sous-total            | Sous-total            | Sous-total            | 63          | 10          | 2           | 7                     | 1                     | 7                     | -                              | 21                             | 4                              | 2                              | 0                        | 0                        | 0                        | 1               | 0               | 0               | 92    | 15    | 11    |
| 2023-2024             | Werder Brême (prêt)   | D1                    | 19          | 4           | 0           | -                     | -                     | -                     | -                              | -                              | -                              | -                              | -                        | -                        | -                        | -               | -               | -               | 19    | 4     | 0     |
| Total sur la carrière | Total sur la carrière | Total sur la carrière | 198         | 54          | 18          | 44                    | 14                    | 7                     | -                              | 58                             | 12                             | 4                              | 2                        | 3                        | 0                        | 1               | 0               | 0               | 303   | 83    | 29    |

### En sélection nationale
| Saison                | Sélection             | Phases finales          | Phases finales | Phases finales | Phases finales | Éliminatoires CDM | Éliminatoires CDM | Éliminatoires CDM | Matchs amicaux | Matchs amicaux | Matchs amicaux | Total | Total | Total |
| Saison                | Sélection             | Compétition             | M              | B              | Pd             | M                 | B                 | Pd                | M              | B              | Pd             | M     | B     | Pd    |
| --------------------- | --------------------- | ----------------------- | -------------- | -------------- | -------------- | ----------------- | ----------------- | ----------------- | -------------- | -------------- | -------------- | ----- | ----- | ----- |
| 2014-2015             | Colombie              | Copa América 2015       | -              | -              | -              | -                 | -                 | -                 | 0              | 0              | 0              | 0     | 0     | 0     |
| 2015-2016             | Colombie              | Copa América Centenario | -              | -              | -              | 0                 | 0                 | 0                 | -              | -              | -              | 0     | 0     | 0     |
| 2019-2020             | Colombie              | -                       | -              | -              | -              | -                 | -                 | -                 | 2              | 0              | 0              | 2     | 0     | 0     |
| 2020-2021             | Colombie              | Copa América 2021       | 5              | 0              | 0              | 1                 | 0                 | 0                 | -              | -              | -              | 6     | 0     | 0     |
| 2021-2022             | Colombie              | -                       | -              | -              | -              | 8                 | 0                 | 1                 | 1              | 1              | 0              | 9     | 1     | 1     |
| 2022-2023             | Colombie              | -                       | -              | -              | -              | -                 | -                 | -                 | 7              | 2              | 1              | 7     | 2     | 1     |
| 2023-2024             | Colombie              | Copa América 2024       | 4              | 0              | 0              | 6                 | 2                 | 0                 | 3              | 1              | 0              | 13    | 3     | 0     |
| Total sur la carrière | Total sur la carrière | Total sur la carrière   | 9              | 0              | 0              | 15                | 2                 | 1                 | 13             | 4              | 1              | 37    | 6     | 2     |

## Palmarès
Deportivo Cali
- Champion de Colombie en 2015 (tournoi d'ouverture)
- Vainqueur de la Superliga de Colombia en 2014

 River Plate
- Coupe d'Argentine en 2017
- Supercoupe Argentine en 2018
- Copa Libertadores en 2018
- Recopa Sudamericana en 2019
- Finaliste de la Copa Libertadores en 2019

 Eintracht Francfort
- Ligue Europa:
  - Vainqueur : 2022.